# جوناتان فالي
جوناتان فالي (بالإسبانية: Jonatan Valle)‏ (30 ديسمبر 1984 في إسبانيا - ) هو لاعب كرة قدم إسباني في مركز الوسط. شارك مع منتخب إسبانيا تحت 16 سنة لكرة القدم ومنتخب إسبانيا تحت 20 سنة لكرة القدم ومنتخب إسبانيا تحت 21 سنة لكرة القدم. أما مع النوادي، فقد لعب مع بونفيرادينا وراسينغ سانتاندير وروبين كازان وريكرياتيفو ونادي بورغوس ونادي كاستييون ونادي لوغو ونادي ليغانيس ونادي مالقا ورايو كانتابريا ‏.

## وصلات خارجية
- جوناتان فالي على موقع قاعدة بيانات كرة القدم.إي يو (الإنجليزية)
- جوناتان فالي على موقع Soccerway.com (الإنجليزية)
- جوناتان فالي على موقع AS.com (الإسبانية)